# Palosaari (ö i Finland, Kymmenedalen, Kouvola, lat 60,84, long 27,32)
Palosaari är en ö i Finland. Den ligger i sjön Saaramaanjärvi och i kommunen Kouvola i den ekonomiska regionen  Kouvola ekonomiska region  och landskapet Kymmenedalen, i den södra delen av landet, 150 km nordost om huvudstaden Helsingfors. Öns area är 1,4 hektar och dess största längd är 200 meter i sydöst-nordvästlig riktning.